# Graeme Thomson
Graeme Thomson je britský novinář a spisovatel. Přispíval například do časopisů Rolling Stone, Mojo a Esquire, stejně jako do deníku The Guardian. Je autorem knihy Behind the Locked Door pojednávající o hudebníkovi Georgi Harrisonovi, členovi skupiny The Beatles. V češtině vyšla pod názvem George Harrison: Za zamčenými dveřmi. Dále je autorem biografií dalších hudebníků, mezi něž patří například Kate Bushová, Elvis Costello a Willie Nelson.

## Dílo
- Complicated Shadows: The Life & Music of Elvis Costello (2004)
- Willie Nelson: The Outlaw (2006)
- I Shot a Man in Reno (2008)
- Under the Ivy: The Story of Kate Bush (2010)
- George Harrison: Behind the Locked Door (2013)